# Ruklada
Ruklada (en serbe cyrillique : Руклада) est un village de Serbie situé dans la municipalité d’Ub, district de Kolubara. Au recensement de 2011, il comptait 318 habitants.

## Démographie
| 1948 | 1953 | 1961 | 1971 | 1981 | 1991 | 2002 | 2011 |
| ---- | ---- | ---- | ---- | ---- | ---- | ---- | ---- |
| 503  | 541  | 529  | 489  | 455  | 371  | 372  | 318  |

|  |